# Phreatia crassiuscula
Phreatia crassiuscula är en orkidéart som beskrevs av William Henry Nicholls. Phreatia crassiuscula ingår i släktet Phreatia och familjen orkidéer.
Artens utbredningsområde är Queensland. Inga underarter finns listade i Catalogue of Life.